# Lance N' Masques
Lance N' Masques (ランス・アンド・マスクス, Ransu Ando Masukusu) est une série de light novels écrite par Hideaki Koyasu et illustrée par Shino, publiée depuis décembre 2013 par Pony Canyon. Une adaptation en anime réalisée au sein de Studio Gokumi par Kyōhei Ishikuro est diffusée entre octobre et décembre 2015 sur TBS au Japon et en simulcast sur J-One et Anime Digital Network dans les pays francophones.

## Personnages
Yōtarō Hanabusa (花房 葉太郎, Hanabusa Yōtarō)
Voix japonaise : Daiki Yamashita
Makio Kidōin (鬼堂院 真緒, Kidōin Makio)
Voix japonaise : Ari Ozawa
Yoriko Sudō (朱藤 依子, Sudō Yoriko)
Voix japonaise : Manami Numakura
Alice Cleveland (アリス・クリ―ヴランド, Arisu Kurivurando)
Voix japonaise : Suzuko Mimori
Shirohime (白姫)
Voix japonaise : Ayaka Suwa
Liu Yuifa (リュウ・ユイファ)
Voix japonaise : M.A.O
Sae Igarashi (五十嵐 冴)
Voix japonaise : Yumiri Hanamori 
Tafei (ターフェイ, Tāfei)
Voix japonaise : Mami Koyama
Shin Hanabusa (花房 森, Hanabusa Shin)
Voix japonaise : Akira Ishida

## Light novel
La série de light novels est écrite par Hideaki Koyasu et illustrée par Shino. Le premier tome est publié par Pony Canyon le 3 décembre 2013, et quatre tomes sont commercialisés au 3 mars 2015.

## Anime
L'adaptation en anime est annoncée en avril 2014. La série est réalisée au sein de Studio Gokumi par Kyōhei Ishikuro, sur un scénario de Hideaki Kyoasu et des compositions de Hiroaki Tsutsumi. Elle est diffusée à partir du 1er octobre 2015 sur TBS au Japon et en simulcast sur J-One et Anime Digital Network dans les pays francophones.

### Liste des épisodes
| No | Titre en français                      | Titre original                                                          | Date de 1re diffusion |
| -- | -------------------------------------- | ----------------------------------------------------------------------- | --------------------- |
| 1  | C'est un véritable héros               | 本物の騎士なのだ Honmono no hīrō na noda                                | 1er octobre 2015      |
| 2  | Possèdes-tu cette détermination ?      | その覚悟があるのか Sono kakugo ga aru no ka                             | 8 octobre 2015        |
| 3  | Je vous ai fait attendre, Lady         | お待たせしました、レディ Omataseshimashita, redi                        | 15 octobre 2015       |
| 4  | Papa                                   | パーパ Pāpa                                                             | 22 octobre 2015       |
| 5  | Elle fait partie de la famille         | 今日から家族です！ Kyō kara kazoku desu!                                | 29 octobre 2015       |
| 6  | D'accord, mais juste pour aujourd'hui  | 今日だけは特別だからね！ Kyō dake wa tokubetsudakara ne!                | 5 novembre 2015       |
| 7  | Sois mien                              | オレのものになれよ Ore no mono ni nare yo                               | 12 novembre 2015      |
| 8  | Donnez-moi la force                    | 勇気をください Yūki o kudasai                                           | 19 novembre 2015      |
| 9  | Chargez                                | 突撃 Totsugeki                                                          | 26 novembre 2015      |
| 10 | Deviens celui que tu veux devenir      | なりたい自分になれ Naritai jibun ni nare                                | 3 décembre 2015       |
| 11 | Chevalerie                             | 騎士道 Kishi michi                                                      | 10 décembre 2015      |
| 12 | Ma raison d'être en tant que chevalier | それが僕の騎士である意味なんです Sore ga boku no kishidearu imina ndesu | 17 décembre 2015      |